# Descontinuidade de Mohorovičić

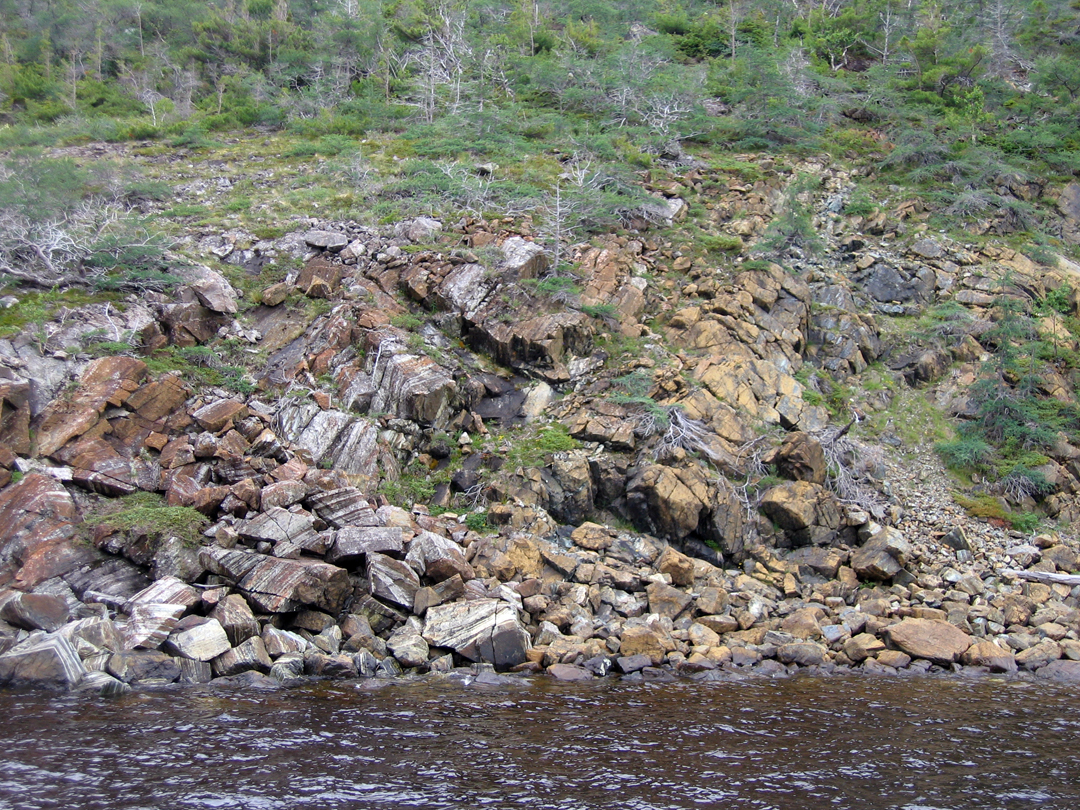
Rochas da descontinuidade de Mohorovičić expostas no Gros Morne National Park, Terra Nova, Canadá.

A descontinuidade de Mohorovičić, também chamada Moho, ou simplesmente Descontinuidade M, é a fronteira entre a crosta e o manto terrestre.
Como o próprio nome indica, esta fronteira é feita por um lendona flutuar descontínua, variando em espessura e distância da superfície. Esta distância varia entre 5 km a 10 km no fundo dos oceanos a cerca de 35–40 km abaixo dos continentes, podendo atingir 70 km sob as cordilheiras e montanhas mais elevadas. Já a espessura varia de 0,1 km até alguns metros.
O nome foi dado em homenagem a Andrija Mohorovičić (1857-1936), o geofísico, seu descobridor.
O estudo extensivo da descontinuidade iniciou durante o Ano Geofísico Internacional (AGI), na década de 1950.

Descontinuidade de Moho

A descontinuidade foi descoberta através da análise da propagação de ondas sísmicas dos tipos S e P. As ondas sísmicas sofrem uma variação de velocidade brusca (aumentam suas velocidades) ao passarem por essa camada, em razão da diferença existente entre os tipos de material constituintes da crosta e do manto superior da Terra e, consequentemente da diferença existente entre suas densidades.